# Koňská chřipka

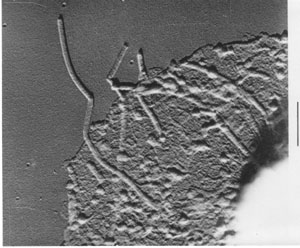
Virus koňské chřipky adsorbovaný na kuřecí krvince, zvýrazněno pokovením preparátu

Koňská chřipka je chřipkové onemocnění postihující koně bez rozdílu věku, pohlaví a rasy.
Po inkubaci dlouhé 1–3 dny (někdy se udává až 10 dnů) nastupuje snadná únavnost, malátnost a snížená chuť k přijímání potravy. Tyto příznaky jsou někdy provázeny nevýrazným vzestupem teploty. Většinou však je vzestup teploty náhlý a vysoký (38,5–41,5 °C) a trvá 2–10 dnů, v ojedinělých případech i déle. Potom, nebo již zároveň se vzestupem teploty, začnou koně kašlat, nejprve suše a namáhavě, později vlhce a s výhozem. Kašel je dráždivý a dá se snadno vyvolat lehkým stiskem tracheálních prstenců, mnohdy až do záchvatů. Dech a tep je zrychlený úměrně zvýšení teploty. Kašel je provázen nosním výtokem, který je ze začátku serózní až hlenový, později se může změnit na hnisavý.
U koní ponechaných v klidu hned od počátku onemocnění se vyskytují katarální projevy na sliznicích horních dýchacích cest, na plicích však chorobné změny nebývají. Jestliže jsou nemocní koně používáni k práci, mohou se vyvinout komplikace ve formě těžké bronchitidy i bronchopneumonie. Tyto komplikace jsou vyvolány přidruženou bakteriální infekcí.

## Léčení
U nekomplikovaných případů léčení není nutné. Stačí ponechat koně v klidu, v dobře větrané stáji, při dietetickém krmení. Komplikované případy vyžadují léčení antibiotiky podle citlivosti původce.

## Epizootologie

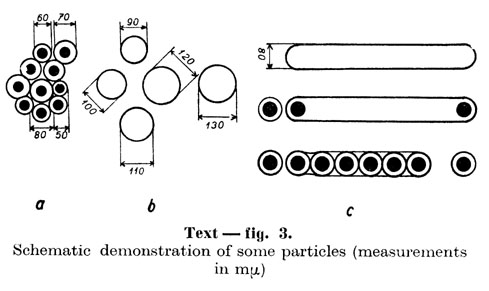
Rozměry viru koňské chřipky

Onemocnění se velice rychle šíří. Po stránce kontagiozity se dá srovnat s klasickým morem prasat či se slintavkou a kulhavkou. Virus se přenáší vzdušnou cestou prostřednictvím vykašlávaných infekčních kapének i nepřímo předměty potřísněnými nosním sekretem a vykašlávanými hmotami, jako jsou nádoby na vodu, píce, stelivo nebo i šatstvo a ruce ošetřovatelů. Při podezření na chřipku je třeba koně okamžitě izolovat.
Přenos chřipky koní na lidi nebyl pozorován, byl však zaznamenán přenos z koní na osly a na psy.
Proti chřipce koní je možné očkování. To se dnes vyžaduje při většině akcí jako jsou jezdecké závody, přehlídky a podobné příležitosti.

## Etiologie

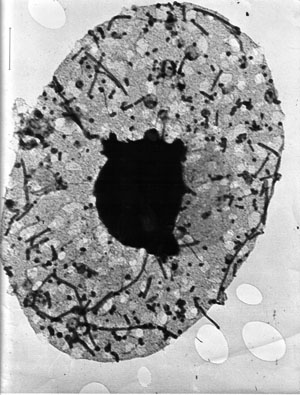
Celá kuřecí krvinka se zachycenými částicemi viru koňské chřipky

Třebaže klinický obraz byl dávno známý, nebylo dlouho jasné, co je původcem této choroby. Soudilo se, že katarální projevy na horních dýchacích cestách souvisí buďto s onemocněním způsobeným virem abortu klisen, s virovou arteritidou koní nebo s virovou rhinopneumonitidou koní. Přesto, že 2 viry byly označeny jako virus chřipky koní (Army 183 a Grayson I.), nakonec se prokázalo, že jsou totožné s virem působícím potrácení u klisen. Nezjistila se příbuznost těchto virů s lidskou chřipkou.
Teprve v roce 1956 byl virus chřipky koní příbuzný lidské chřipce objeven v tehdejším Československu. Tehdy sem respirační infekci zavlekli dostihoví koně z Německa, a ta se pak rychle rozšířila po celém státě.
Nejprve bylo zjištěno, že koně, kteří chorobu přestáli, mají v krvi protilátky proti lidské chřipce typu A a pak se podařilo izolovat virus z výplachu nosu koně naočkováním do kuřecího zárodku. Po konečném určení, že jde skutečně o virus chřipky, bylo navrženo, aby označení „chřipka koní“ bylo vyhrazeno pro chorobu způsobenou tímto virem, a to bylo celosvětově přijato.
Virus koňské chřipky byl nejprve označen jako A-equi-Praha/56 a po mezinárodním prověření dostal název A/equine/Prague/56. Během let byla pak ve světě izolována celá řada dalších kmenů tohoto viru, a tak ten pražský dostal ještě pořadové číslo 1.
Virus chřipky koní se vyskytuje ve dvou antigenních variantách (subtypech): starší equine-1 H7N7 a novější equine-2 H3N8. Pražský virus má antigenní skladbu H7N7.
Virus adsorbovaný na kuřecí červené krvinky se při znázornění elektronovým mikroskopem jeví jako vlákno, z kterého se na koncích zřejmě uvolňují jednotlivé kulovité virové částice o průměru 50–150 nm.